# روبين ريفيرا كورال
روبين ريفيرا كورال (بالإسبانية: Rubén Rivera Corral)‏ (3 مايو 1985 في إسبانيا - ) هو لاعب كرة قدم إسباني في مركز الهجوم. لعب مع أدميرا فاكر مودلينغ وديبورتيفو فابريل وديبورتيفو لاكورونيا ونادي فولفسبيرغر ونادي كوروتشو ونادي ليغانيس وAtlético Coruña Montañeros CF ‏ وCD Boiro ‏ وريال أفيليس ‏.

## وصلات خارجية
- روبين ريفيرا كورال على موقع قاعدة بيانات كرة القدم.إي يو (الإنجليزية)
- روبين ريفيرا كورال على موقع Soccerway.com (الإنجليزية)
- روبين ريفيرا كورال على موقع عالم كرة القدم.نت (الإنجليزية)
- روبين ريفيرا كورال على موقع AS.com (الإسبانية)